# Basile Parent
 (décembre 2017).
Si vous disposez d'ouvrages ou d'articles de référence ou si vous connaissez des sites web de qualité traitant du thème abordé ici, merci de compléter l'article en donnant les références utiles à sa vérifiabilité et en les liant à la section « Notes et références ».
Pour les articles homonymes, voir Parent.
Basile Parent, né le 7 décembre 1807 et mort le 2 juin 1866, est un ingénieur, industriel et banquier belge pionnier du développement des chemins de fer en Belgique et en France. Avec l'ingénieur Pierre Schaken, il est le fondateur d'une grande société ferroviaire, la société Parent et Shacken (qui deviendra l'entreprise Fives-Lille), du Crédit Industriel et Commercial et de la Société générale.

## Biographie
Basile Joseph Parent, né le 7 décembre 1807 à Couillet en Belgique, est le fils de Jean Théodore Parent et de Catherine Allard. Il est issu d'un milieu modeste et perd ses parents assez tôt. Le 20 juin 1838, il épouse à Malines Marie Jeanne Consgen. À la suite du décès de cette dernière, il convole en secondes noces avec Nathalie Blin le 3 août 1846 à Paris.
Ayant dû se mettre dès sa jeunesse au travail pour subvenir à ses besoins, il choisit à 18 ans de s'inscrire à un pensionnat pour compléter ses connaissances. Patriote belge, il participe à la Révolution belge de 1830 contre les Hollandais. Il s'engage alors dans l'armée belge et sert dans un régiment de Génie. Il y acquiert d'excellentes connaissances en matière de nivellements, de constructions de déblais et de remblais notamment lors du siège d'Anvers.
Revenu à la vie civile, il participe à la création du premier chemin de fer en Belgique (et sur le continent) entre Bruxelles et Malines (1835). Il entreprend ensuite la construction de réseaux ferroviaires notamment en France (par exemple Paris-Strasbourg), en Italie et en Espagne. Il s'associe à Pierre Schacken, un ancien compagnon d'armes et fonde la société Parent et Schacken à l'origine de la compagnie Fives-Lille. En 1854, avec Pierre Schaken, il obtient un premier contrat d'une durée 6 ans avec la Compagnie du chemin de fer du Grand Central.
En 1861, il fonde en France avec son associé les ateliers de construction mécanique de Fives spécialisés dans la construction de voies de chemin de fer et locomotives. Les ateliers se trouvent à Fives près de Lille « Fives-Lille », spécialisée dans la construction de rails de chemin de fer ainsi que de locomotives à vapeur et à Givors (Rhône) spécialisée dans le façonnage des roues et des essieux de wagons. Cette même année 1861, les sociétés Cail et Fives-Lille forment une co-entreprise sous le nom de la « participation Cail, Parent, Schaken, Houel, Caillet, à Paris et Fives-Lille ». Cette coopération avec Jean-François Cail conduit à de nombreuses réalisations: locomotives, ponts, viaducs, charpentes métalliques, etc. sous le nom de Parent-Schaken-Cail et Compagnie. En 1865, cette association se développe et devient, la Compagnie de Fives-Lille. Reconnu comme l'un des plus grands entrepreneurs de son époque, Basile Parent est également administrateur de la société du chemin de fer Paris-Lyon-Marseille (PLM), société créée en 1857.
Ayant construit une grande fortune grâce aux chemins de fer, il diversifie ses activités dans la banque en France. Il est l'un des membres fondateurs et des administrateurs à la fois du Crédit Industriel et Commercial (Banque CIC). En tant que fondateur et troisième plus important actionnaire du CIC (>5% du capital), il siège le 24 mai 1859 au premier conseil d'administration du Crédit Industriel et Commercial (Banque CIC) présidé le marquis Gaston d'Audiffret, et administré par Edouard Lichtelin (vice-président), Armand Donon (comité de direction), Ferdinand Barrot (comité de direction), Gabriel Dehaynin (comité de direction), Joseph de La Bouillerie (comité de direction) et Messieurs François-Barthélemy Arlès-Dufour, Félix Aubry, Jean-Hector Bouruet-Aubertot, Henri Durrieu, William Gladstone, David Hansemann, Michel Montané, Harold Portalis ainsi que le Prince Soltykoff. Le 6 avril 1864, Basile Parent est également  l'un des quinze fondateurs et premiers membres du conseil d'administration (chacun propriétaire de 200 actions) de la Banque Société Générale avec Louis-Raphaël Bischoffsheim, Edward Blount, Meyer-Joseph Cahen d'Anvers, Henry Davillier, Alphonse Pinard, Guillaume Denière, Victor Fère, Alfred Le Roux, Louis Philippe Lucy-Sédillot, François Bartholoni, Eugène Schneider, Paulin Talabot, Edouard Hentsch et Samuel Laing.
Sa notoriété lui vaut d'être souvent reçu au palais des Tuileries par Napoléon III et l'impératrice Eugénie.
Il aime recevoir en son Château de Coubert (Seine et Marne) mais aussi retourner dans son village natal de Couillet (Charleroi) où il fait ériger une brasserie (dans l'actuel parc communal), la ferme, le château de Parentville (plus tard occupé par les usines Solvay et ensuite par l'Université libre de Bruxelles) et l'église Saint-Basile inaugurée le 8 septembre 1868 mais fermée depuis l'an 2000 par crainte d'effondrements.
Après son décès à Paris en son hôtel du 12, place Vendôme, l'hôtel Baudard de Saint-James, le 2 juin 1866, ses enfants (Auguste Parent, Joséphine Lebeuf de Montgermont et Mathilde la marquise des Roys) poursuivent la construction de l'église.
Très intéressés par le village natal de leur père, les siens encouragèrent la création d'une chorale, Les Amis du Progrès, dont le centenaire fut fêté en 1968 en présence de la princesse Paola, future reine des Belges.

## Développement ultérieur de la compagnie Fives-Lille
En 1868, la Compagnie Fives-Lille, dans l'usine de Givors (Rhône) augmente sa capacité de production et produit des charpentes métalliques, des ponts en fer. En 1868, elle prendra aussi le statut de société anonyme Compagnie de Fives-Lille pour constructions mécaniques et entreprises. Son gendre Adrien Lebeuf de Montgermont et son petit-fils Georges Lebeuf de Montgermont seront administrateurs de la société.
En novembre 1901, les nouveaux ateliers de Fives-Lille peuvent mettre en chantier 80 locomotives par an. Ils produisent les machines du Transsibérien. Ils fournissent en même temps l'artillerie lourde des cuirassés Gambetta et Jules-Ferry.
En 1914, l'industrie d'armement occupe l'usine de Lille. Elle emploie environ 1 000 ouvriers qui rejoignent l'usine de Givors avant l'occupation de la ville de Lille par les troupes allemandes.
À la fin 1918, l'usine se développe et le site de Givors (Rhône) emploie plus de 8 000 ouvriers.
« Fondée en 1861, elle doit sa notoriété à l'ampleur de ses installations (plus de 15 hectares d'ateliers, 12 marteaux pilons, 95 forges, 500 machines-outils), au nombre de ses ouvriers qui sont plusieurs milliers. (...) de 1861 à 1905 sortent de ses ateliers plus de 2000 ponts de chemin de fer, une centaine de ponts routiers, dont certains monumentaux, des gares de chemins de fer dont la célèbre gare d'Orsay, plus de 2000 locomotives. La Compagnie de Fives-Lille exporte ses productions dans le monde entier, en Espagne, en Égypte avec deux ponts sur le Nil, en Roumanie, en Chine, au Brésil, en Argentine... Philippe Marchand 2003 ».
Aujourd'hui, cette société est un groupe d'ingénierie dénommé Fives.

## Hommages et distinctions
Une place de Couillet a été baptisée « Place Basile Parent » pour perpétuer sa mémoire.
Les distinctions suivantes lui ont été décernées :
- Officier de l'ordre de Léopold ;
- Chevalier de la Légion d'honneur.